# Mrówka rudnica
Mrówka rudnica (Formica rufa) – gatunek mrówki z podrodziny Formicinae.

## Morfologia
Robotnica ma odwłok, tułów, wierzch głowy, a także część odnóży czarnobrązowe, pozostałe części ciała są rude. Na górnej krawędzi łuski występują pojedyncze, długie włoski. Odnóża ma długie i mocne. Długość ciała robotnicy wynosi 6–9 mm, a samca i samicy 9–11 mm.

## Występowanie
Gatunek północnopalearktyczny, rozprzestrzeniony od Hiszpanii na zachodzie po Rosję i Uzbekistan na wschodzie.
Pospolity owad leśny, żyje głównie w lasach, szczególnie iglastych.  Buduje gniazda (mrowiska). Najczęściej znajdują się one w zacisznym, ale częściowo przynajmniej słonecznym miejscu, zwykle przy pniu drzewa. Mrowisko ma wysokość do 1 m, czasami nawet więcej. Składa się z części nadziemnej (kopiec) i podziemnej. Część nadziemna zbudowana jest głównie z igieł drzew i drobnych gałązek. Część podziemna jest równie duża jak nadziemna, a nawet większa, gdyż może sięgać do 2 m głębokości. Wewnątrz mrowiska znajdują się komory połączone systemem korytarzy. W zależności od pogody, a szczególnie pory roku, mrówki przebywają w różnych częściach mrowiska; w lecie głównie w części nadziemnej, zimą głównie w podziemnej. Z komór położonych w górnej części mrowiska prowadzą liczne korytarze na jego powierzchnię. W jednym mrowisku może być nawet do 100 tysięcy mrówek.

## Biologia
Występują trzy kasty: bezpłciowe robotnice, samica (królowa) i samce. W mrowisku normalnie występuje tylko jedna królowa i bardzo liczne bezskrzydłe robotnice. W lecie (od czerwca do września) z jaj wylęgają się liczne uskrzydlone samice i samce, które przy dobrej pogodzie masowo opuszczają mrowisko udając się w lot godowy. 
W czasie lotu godowego uskrzydlone samce zapładniają również uskrzydlone samice. Po locie godowym samce giną. Zapłodnione samice natomiast przystępują do założenia mrowiska. Zakładają je w tzw. zależny sposób. W tym celu odrzucają skrzydła i  szukają gniazd pierwomrówki łagodnej (Formica fusca). Królowa mrówki rudnicy wchodzi do tego gniazda i zabija znajdującą się w nim królową pierwomrówki. Po zabiciu królowej zostaje zaakceptowana przez robotnice, które nie atakują jej i traktują ją jak swoją królową. Samica mrówki rudnicy składa jaja, którymi opiekują się robotnice pierwomrówki. Z jaj wylęgają się robotnice mrówki rudnicy. Z czasem robotnice pierwomrówki stopniowo giną, przybywa natomiast robotnic mrówki rudnicy, aż w końcu zostają same tylko mrówki rudnice.
Wszelkie prace, zarówno w mrowisku, jak i poza nim, wykonują robotnice. Królowa zajmuje się wyłącznie składaniem jaj. Dziennie składa ich nawet do 300. W przypadku zagrożenia mrowiska pobudzone robotnice gromadzą się przy wylotach korytarzy z mrowiska, wyginają odwłok pomiędzy odnóża i pryskają kwasem mrówkowym starając się celować w intruza. Odżywiają się różnorodnymi drobnymi zwierzętami, szczególnie zaś owadami i ich larwami, które następnie przetransportowują do mrowiska. Gdy ofiara jest większa, robią to wspólnie. Odżywiają się również wydzielaną przez mszyce słodką wydzieliną zwaną spadzią. Robotnice wykazują skłonność do specjalizacji. Młode wykonują prace wewnątrz mrowiska: drążą podziemne korytarze, opiekują się królową, jajami i poczwarkami, czyszczą mrowisko usuwając odpady i zarządzają żywnością. Po około 40 dniach wychodzą z mrowiska do prac zewnętrznych, początkowo zajmując się budowaniem mrowiska i zdobywaniem pożywienia w jego pobliżu. Dopiero najstarsze robotnice wychodzą w dalsze okolice mrowiska (10-15 metrów).
Mrówka rudnica odgrywa ważną rolę w funkcjonowaniu ekosystemów leśnych. Latem mrówki jednego mrowiska zabijają ok. 50 tysięcy larw owadów, broniąc w ten sposób las przed masowym ich rozmnożeniem się. W czasie masowego pojawienia się szkodników mrówki jednego mrowiska mogą zniszczyć nawet 10 mln owadów. Ponadto mrówki usuwają martwe szczątki zwierząt, pełniąc rolę "czyścicieli" lasu.
W Polsce mrówka rudnica podlega ochronie częściowej. Ochroną objęte są także gniazda mrówek.

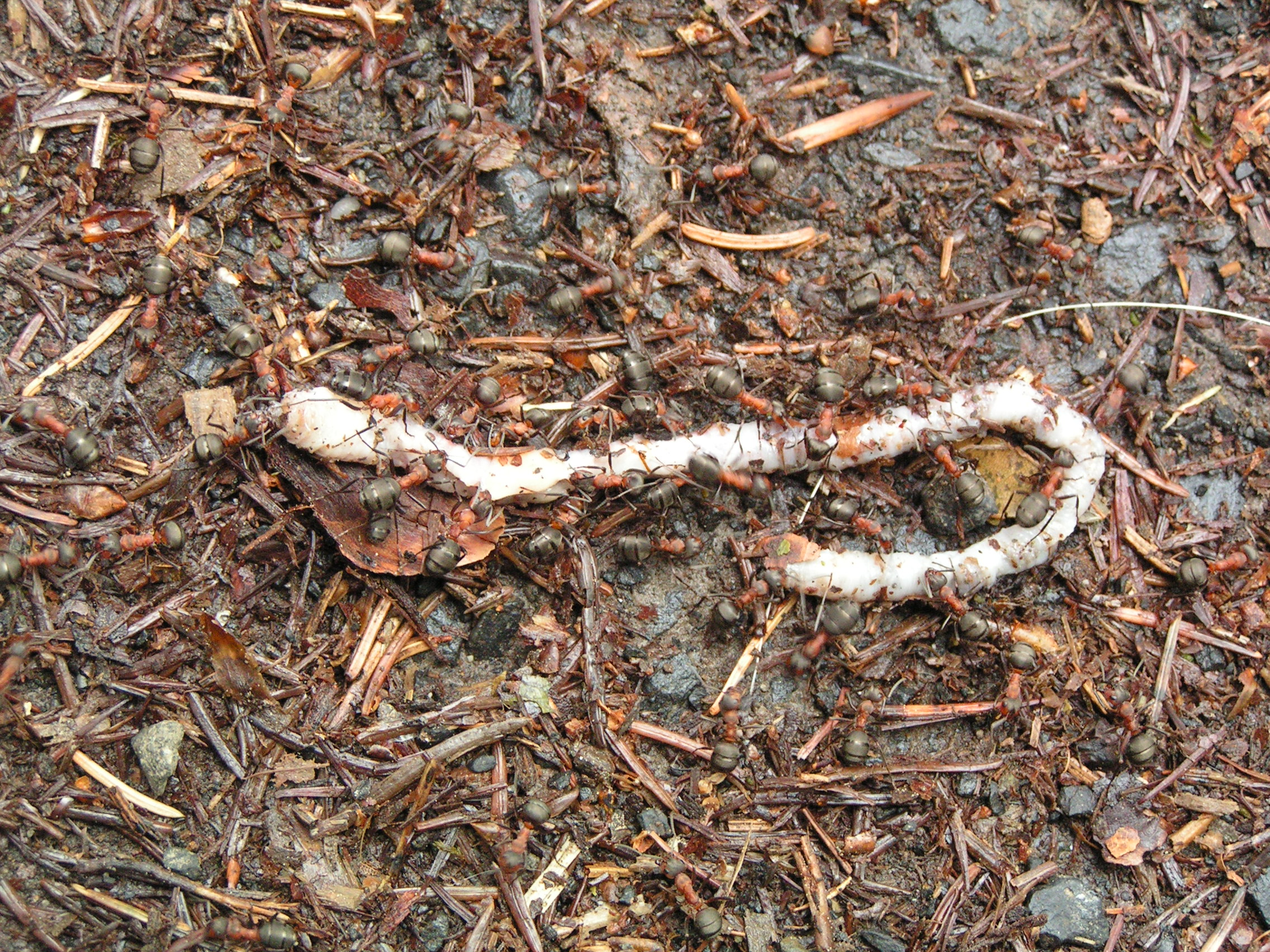
Robotnice transportujące dżdżownicę
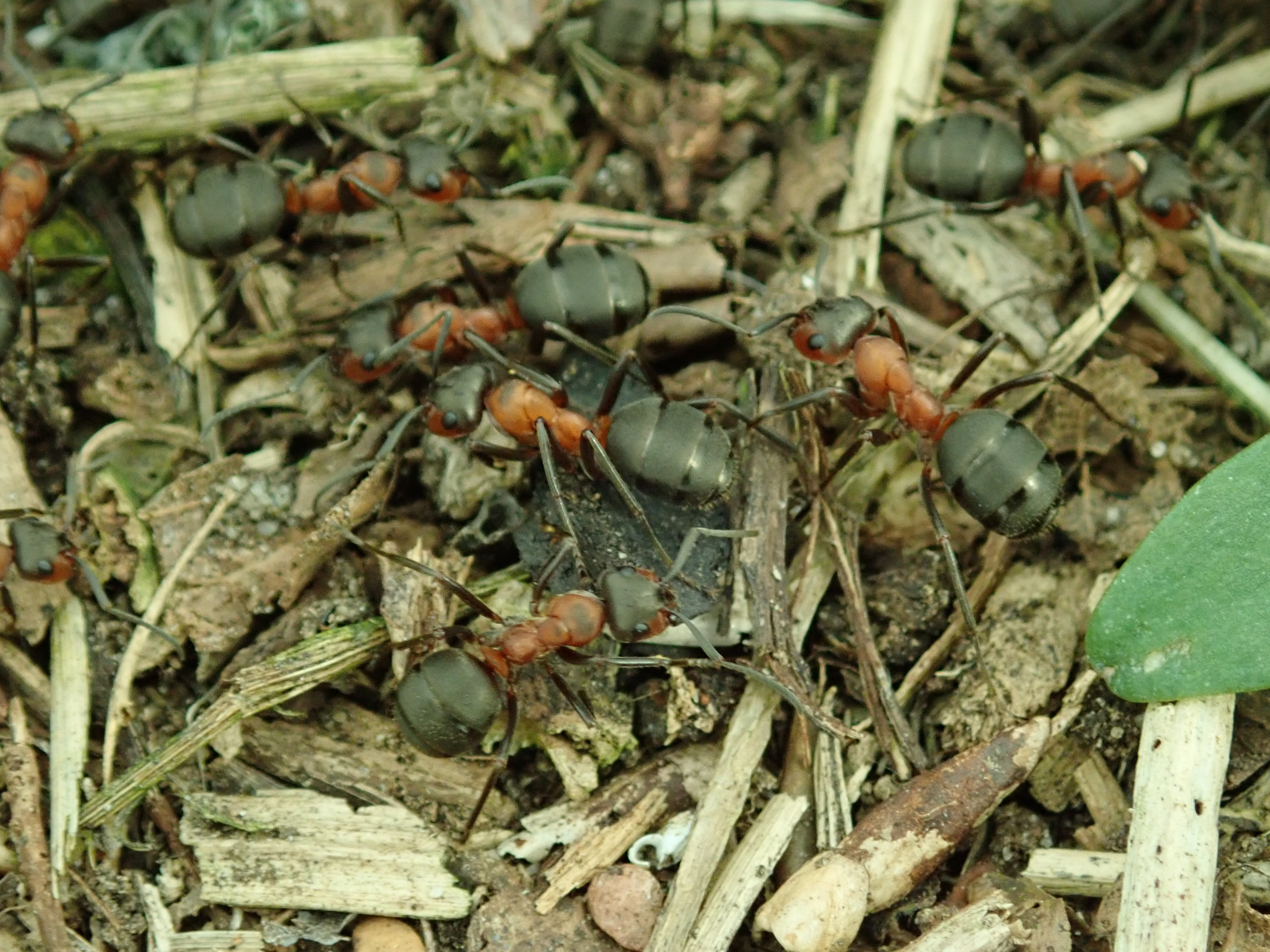
Robotnice na gnieździe
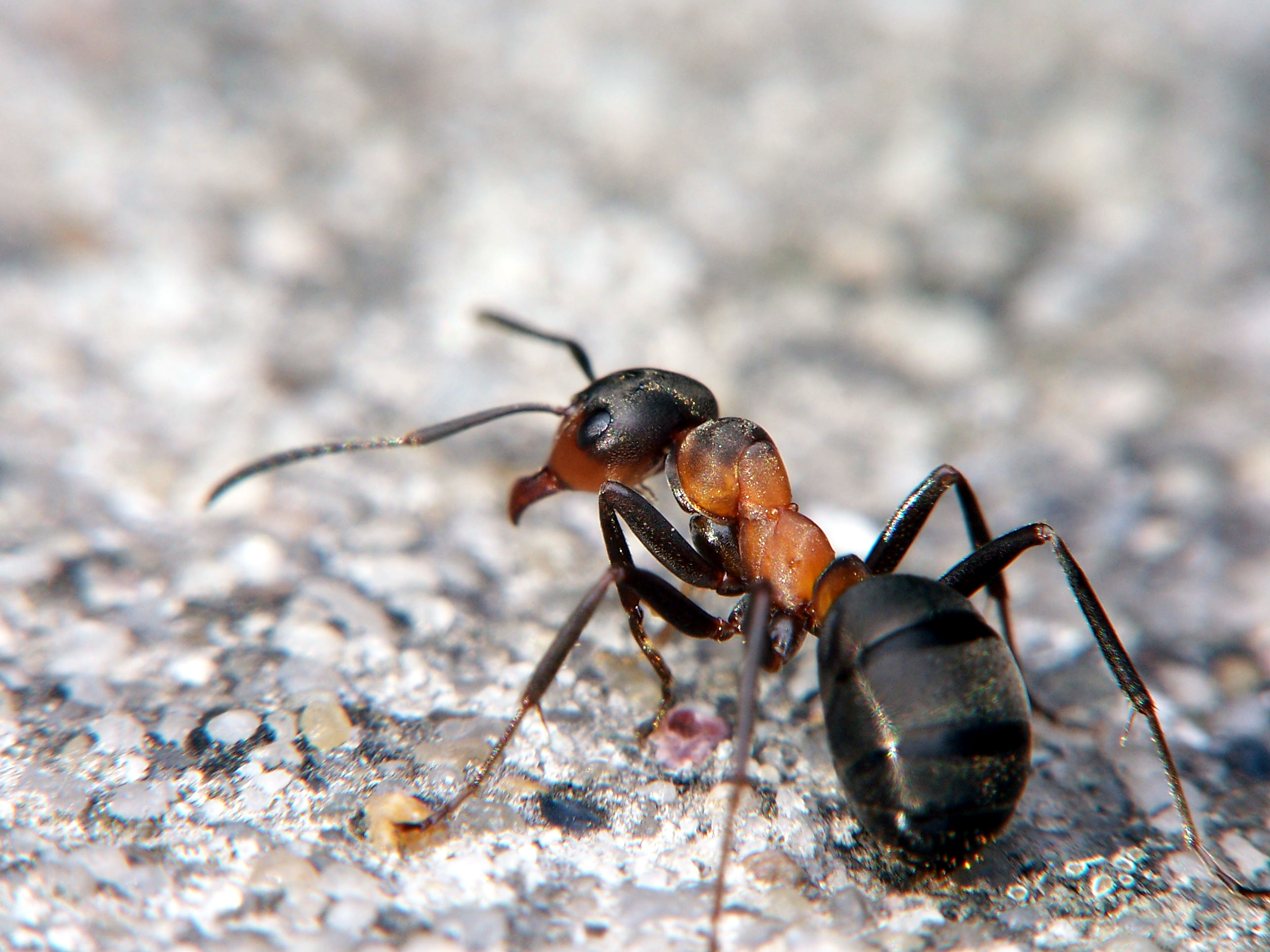
Robotnica
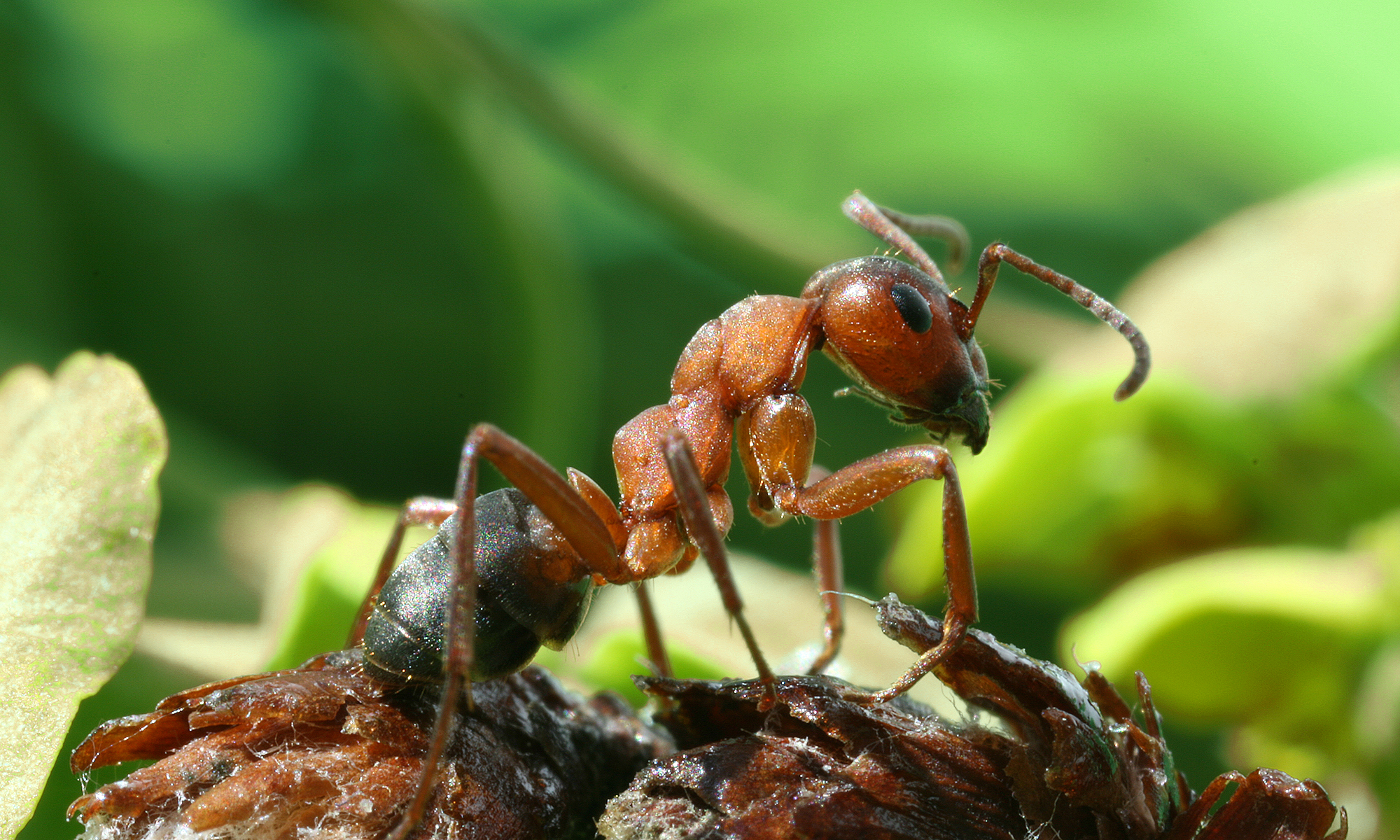
Robotnica
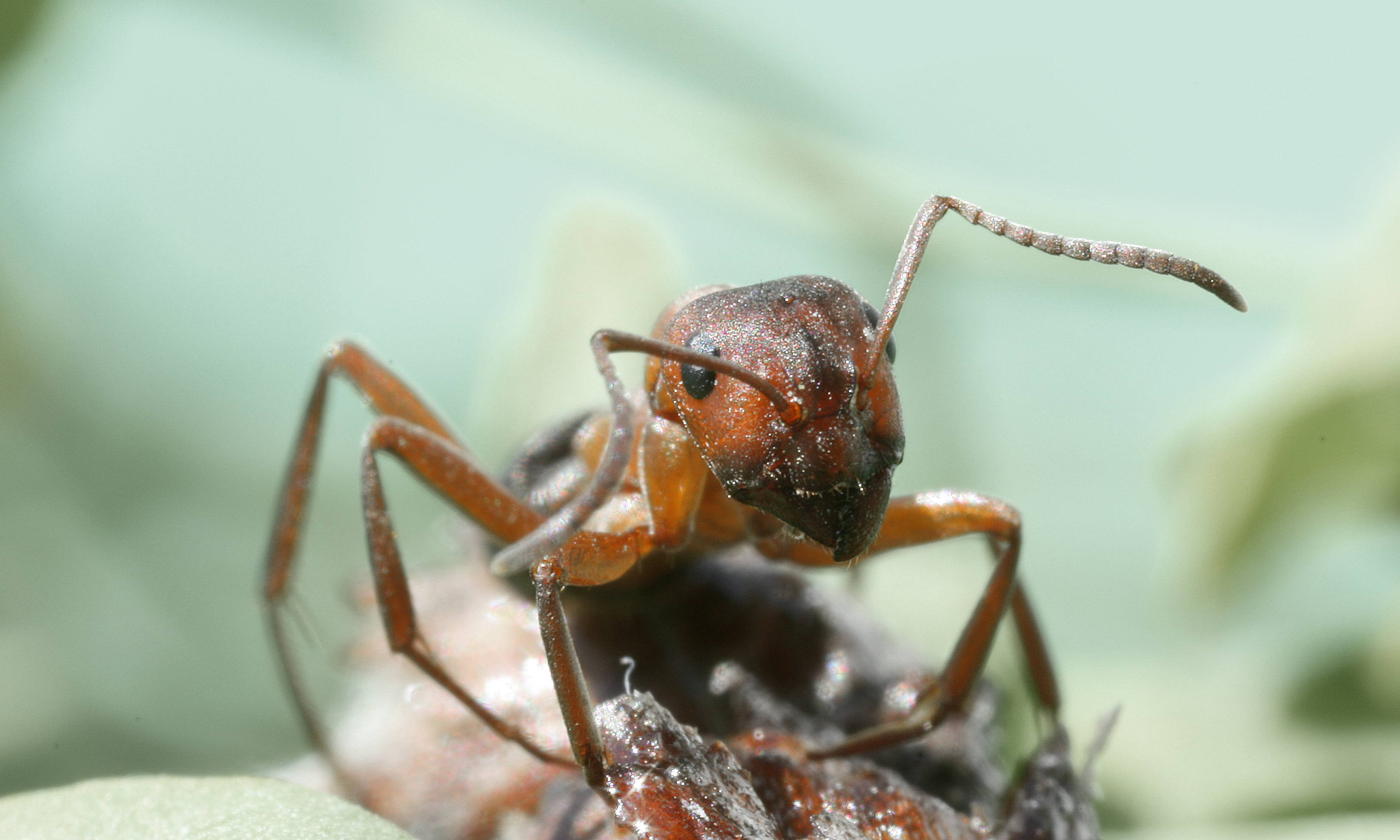
Robotnica
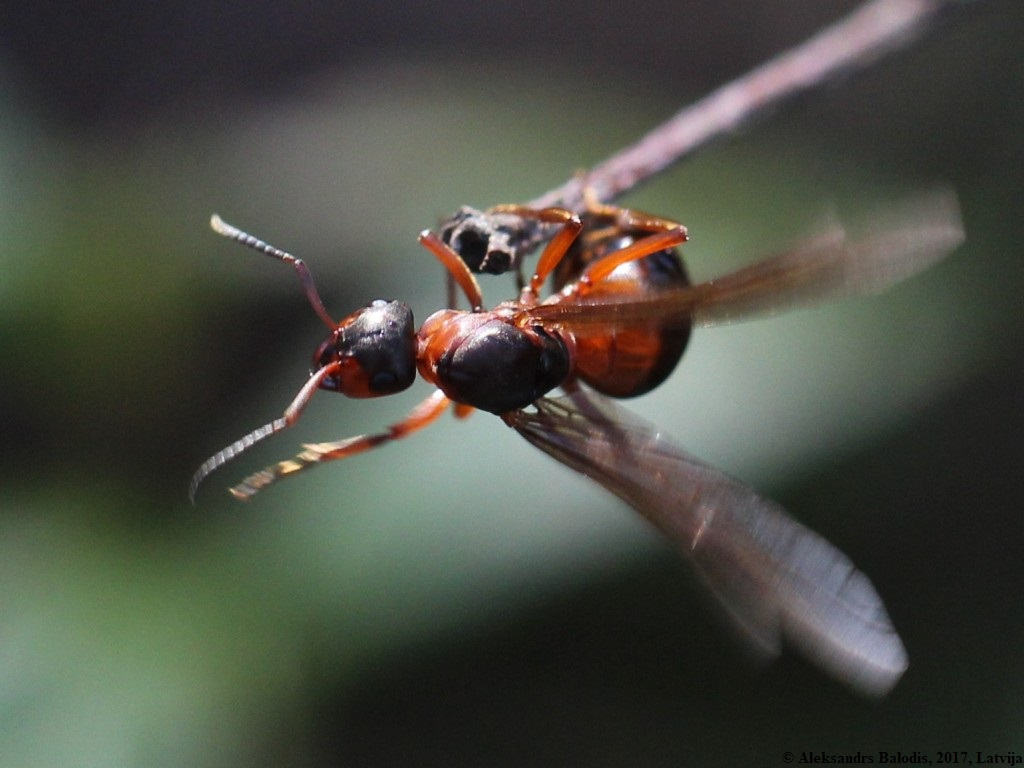
Samica
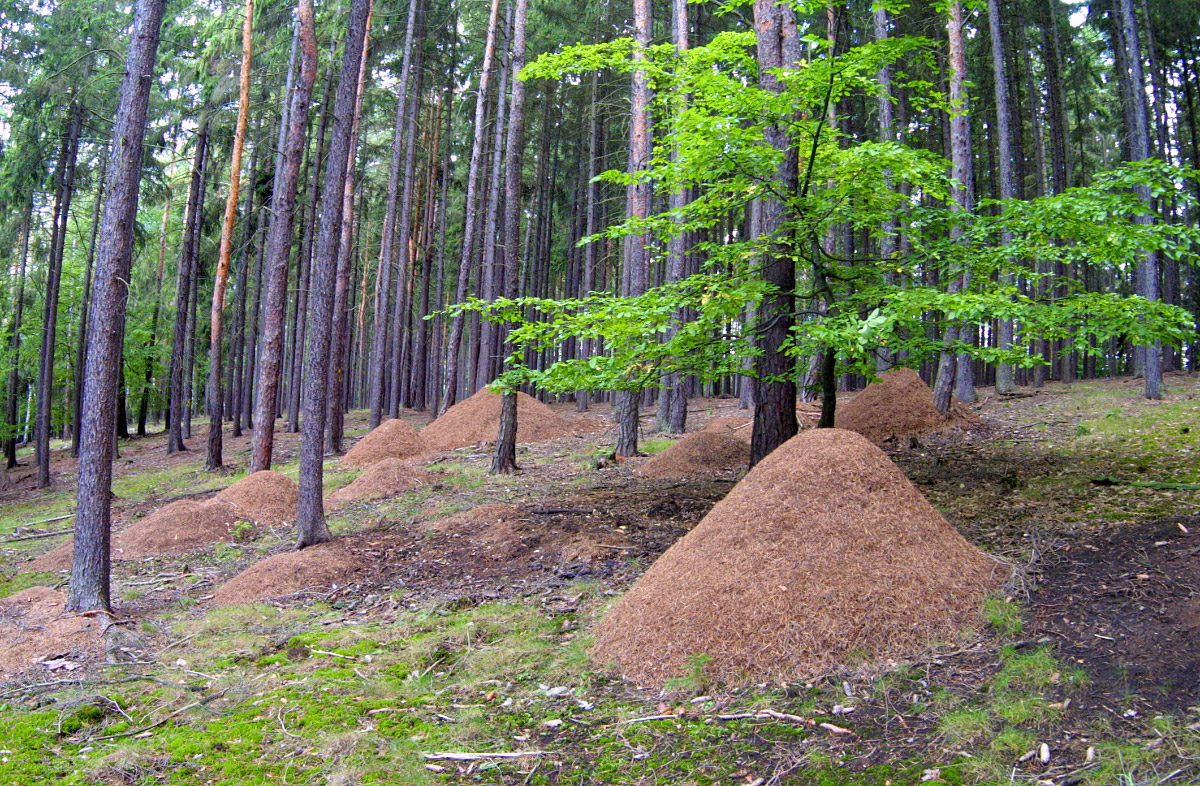
Mrowiska mrówki rudnicy